# Raymond Ochoa

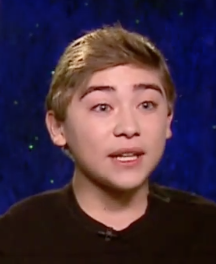
Raymond Ochoa (2015)

Raymond Ochoa (* 12. Oktober 2001 in San Diego, Kalifornien) ist ein US-amerikanischer Schauspieler und Synchronsprecher. Er erlangte in den Vereinigten Staaten vor allem durch seine Auftritte in Hank und 10 Items or Less Bekanntheit.

## Leben
Raymond Ochoa hat zwei ältere Brüder, Ryan (* 1996), der in verschiedenen Produktionen mitwirkte, sowie Robert (* 1998), der in einigen namhaften Produktionen zu kurzen Auftritten kam.
Raymond Ochoas Karriere kam vor allem ab dem Jahr 2007 in Gang, nachdem er in Werbungen für Betty Crocker, Verizon FiOS oder Chevrolet aufgetreten war. Daneben war er in weiteren Werbespots für bekannte Unternehmen und Marken, wie J. C. Penney, Hallmark, Nikon, John Deere, Lexus, Wal-Mart, Juicy Juice, Mrs. Butterworth’s, Dominos oder Country Time Limonade zu sehen.

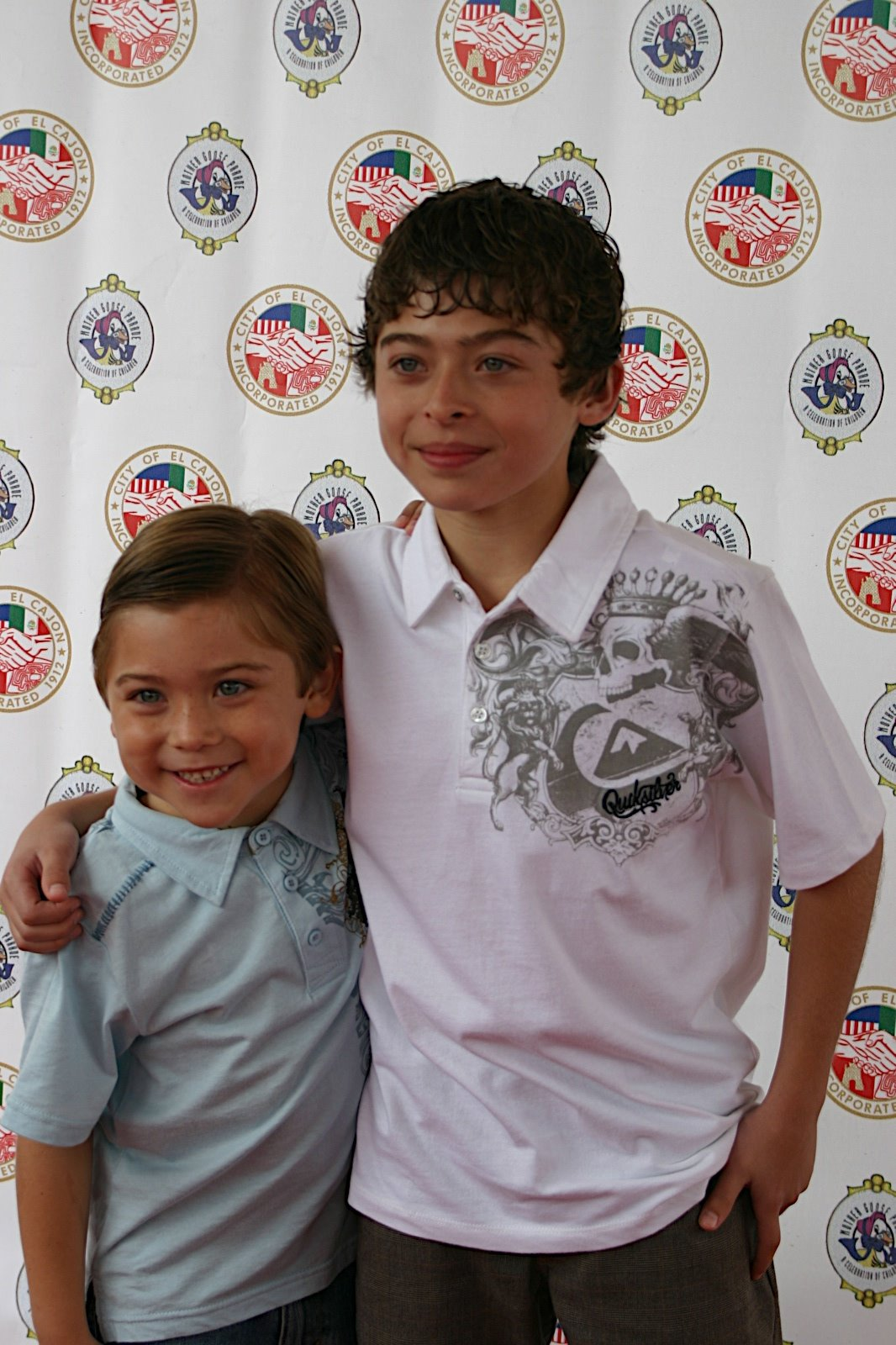
Ochoa (links) mit seinem Bruder Ryan (2008)

Seinen ersten Auftritt in einer Fernsehserie hatte Ochoa im Jahr 2006, als er in einer Folge von 10 Items or Less den kleinen Manuelito mimte. In dieser Rolle kehrte er auch in den Jahren 2007 und 2009 in jeweils einer Episode zurück auf den Bildschirm. Außerdem war er 2007 im Cast von American Family, einer fertigproduzierten amerikanischen Fernsehserie, die jedoch nie im Fernsehen ausgestrahlt wurde. Im gleichen Jahr war er auch in einer Folge von Cold Case – Kein Opfer ist je vergessen zu sehen, wo er den vierjährigen Sean spielte.
2008 folgte Ochoas Filmdebüt mit einem Auftritt im Film Fröhliche Weihnachten, Drake & Josh. 2009 war er in vier Folgen der Fernsehserie Hank sowie im Spielfilm Die fast vergessene Welt zu sehen. Ebenfalls 2009 hatte er eine Sprechrolle in Disneys Eine Weihnachtsgeschichte. 2010 folgte ein weiterer Filmauftritt in House Under Siege; des Weiteren war er Synchronsprecher im Animationsfilm Einstein Pals. Danach stand er auch mit seinem ältesten Bruder im Film Milo und Mars vor der Kamera. Weiters trat er 2010 in der Disney-XD-Produktion Pair of Kings auf, in der er in drei Episoden an der Seite seines älteren Bruders zu sehen war.

## Filmografie
Filme
- 2008: Fröhliche Weihnachten, Drake & Josh (Merry Christmas, Drake & Josh)
- 2009: Die fast vergessene Welt (Land of the Lost)
- 2010: House Under Siege
- 2011: Milo und Mars (Mars Needs Moms!)

Fernsehserien
- 2006–2009: 10 Items or Less (drei Folgen)
- 2007: Cold Case – Kein Opfer ist je vergessen (Cold Case) (eine Folge)
- 2009: Hank (vier Folgen)
- 2010: Pair of Kings (zwei Folgen)
- 2011: Meine Schwester Charlie (Good Luck Charlie) (eine Folge)

Synchronsprecher
- 2009: Disneys Eine Weihnachtsgeschichte (A Christmas Carol)
- 2010: Einstein Pals
- 2015: Arlo & Spot (The Good Dinosaur) – Stimme von Arlo